# Idlewild South
Idlewild South es el segundo álbum de estudio de la banda estadounidense de rock sureño The Allman Brothers Band, producido por Tom Dowd y publicado el 23 de septiembre de 1970 a través de Atco Records y Capricorn Records. Tras el lanzamiento de su debut en 1969, el grupo actuó con frecuencia por los Estados Unidos para su promoción, ya que había tenido un modesto impacto comercial. Sus conciertos, sin embargo, tuvieron una buena acogida y el boca a boca llegó hasta Eric Clapton, que invitó al guitarrista Duane Allman para que contribuyera en su trabajo Layla and Other Assorted Love Songs. 
Como resultado de su amplio programa de conciertos, el conjunto grabó Idlewild South gradualmente durante un periodo de cinco meses en varias ciudades, incluidas Nueva York, Miami y Macon. El sexteto también compuso las canciones en los descansos disponibles e incluso las tocó en algunas de las actuaciones. El título del álbum proviene del apodo de la banda para una cabaña rústica que había alquilado y que usaba para ensayos, así como para fiestas. Tras su publicación, sus ventas no fueron significativas, aunque superaron a las de su antecesor y llegó al puesto 38 del Billboard Top LPs; por otra parte, la opinión de los críticos fue principalmente positiva.

## Trasfondo
The Allman Brothers Band fue formada en marzo de 1969 por cinco músicos que rápidamente comenzaron a componer música y actuar en directo, y solo cinco meses más tarde grabó su debut homónimo que salió a la venta en noviembre a través de Capricorn Records, una división de Atlantic Records. El disco tuvo una discreta recepción comercial y vendió menos de 35 000 copias tras su lanzamiento. Con la intención de incrementar la popularidad de la banda, los ejecutivos de la discográfica sugirieron al mánager y presidente de Capricorn Phil Walden trasladarla a Nueva York o Los Ángeles; de acuerdo con el batería Butch Trucks: «Ellos querían que nos portáramos "como un grupo de rock" y simplemente les dijimos "que os jodan"». Por su parte, los miembros del conjunto eran optimistas sobre su elección de permanecer en el Sur y su colaboración con Capricorn «transformó Macon de una pequeña ciudad soñolienta a un lugar moderno, salvaje y loco lleno de moteros y roqueros», según el vocalista y organista Gregg Allman. En marzo de 1970, la mujer del bajista Berry Oakley, Linda, alquiló una gran casa victoriana en la avenida Vineville de Macon, que el sexteto nombró «The Big House». Idlewild South fue su primer trabajo con la producción de Tom Dowd, conocido por su labor con Cream y John Coltrane, que descubrió a la banda durante una vista a los estudios Capricorn Sound, donde instó a Walden que «no necesitan ensayar, están listos para grabar».

## Grabación
Las primeras sesiones de grabación de Idlewild South tuvieron lugar a mediados de febrero de 1970 en los recién construidos Capricorn Sound Studios en Macon. Posteriormente, a mediados de marzo, la banda viajó a los Criteria Studios de Miami debido a que Dowd los prefería, ya que consideraba que el estudio de Capricorn no estaba terminado y no era apto para grabar, sumado a que el grupo estaba constantemente de gira, lo que provocó que completara la grabación con dificultad. Por otra parte, el guitarrista Duane Allman recibía invitaciones para participar como músico de sesión y, en las «raras ocasiones en las que [el conjunto] podía regresar a Macon para un breve descanso», se desplazaba a Nueva York o a Miami para colaborar con otros artistas. La producción concluyó en julio, después de casi medio año y tres estudios de grabación.
The Allman Brothers Band optó por registrar la mayor parte del disco en vivo, con los cinco músicos tocando juntos, y en algunas ocasiones volvían a grabar secciones que consideraban que no estaban a la altura. Dowd recordó que «grababan tal vez cinco canciones. Entonces decían, "no creo que esa canción sea lo suficientemente buena" o "no creo que esa canción esté lista para el álbum"». El 14 de julio, el sexteto grabó un nuevo tema, «Please Call Home», en los Regency Sound Studios de Nueva York con el productor Joel Dorn, debido a que Dowd no estaba disponible.
Tras terminar la grabación, Duane Allman recibió la invitación de Eric Clapton para unirse a su proyecto Derek and the Dominos y trabajar en su debut Layla and Other Assorted Love Songs. Poco después, el músico británico pidió al guitarrista que ingresara de manera oficial, pero este declinó para demostrar su lealtad al resto de componentes de The Allman Brothers Band.

## Música

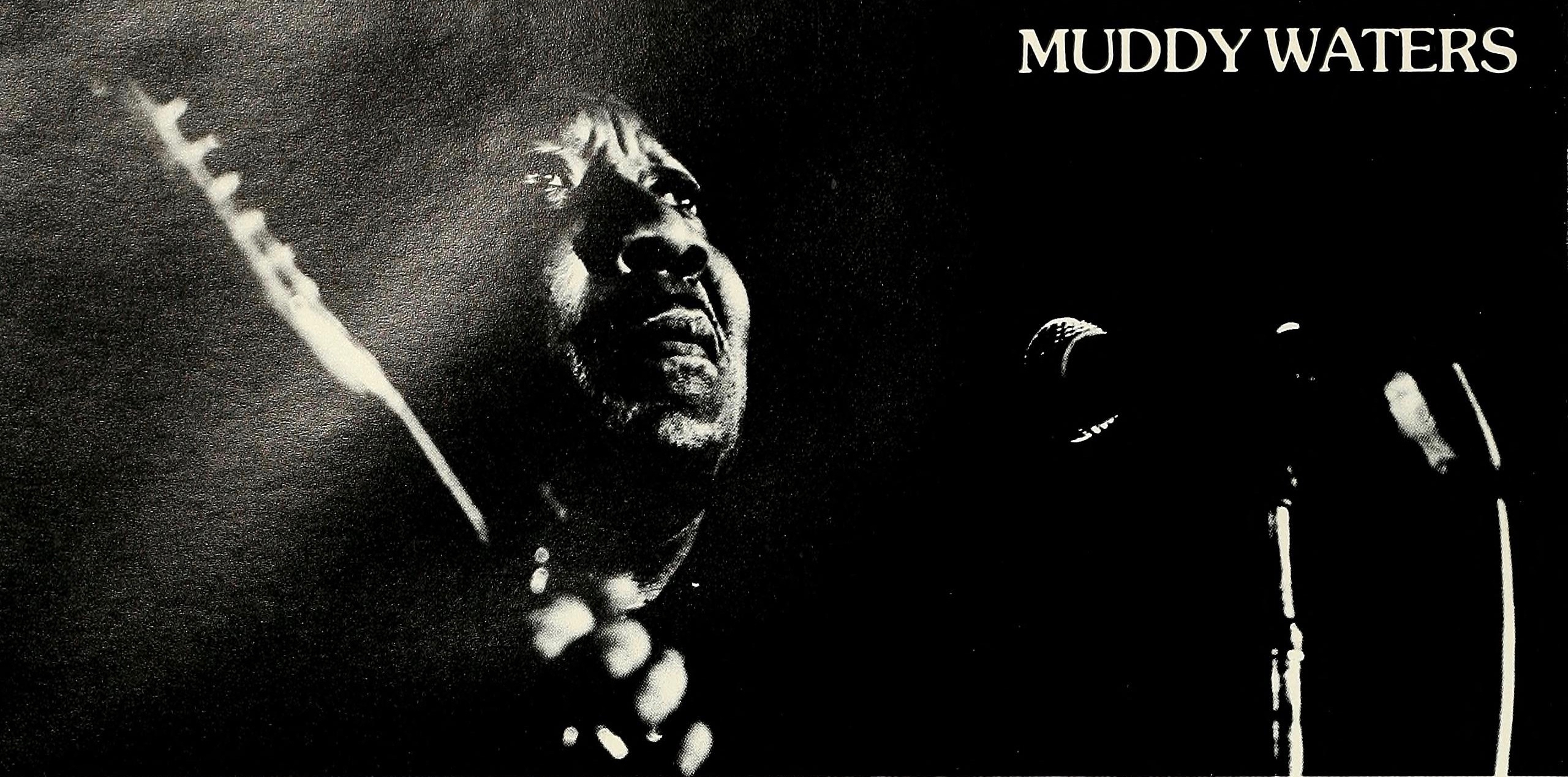
El álbum incluyó una versión de «Hoochie Coochie Man» de Muddy Waters, en la imagen.

En lo que respecta a su sonido, el estilo musical de Idlewild South se clasificaría como blues rock, boogie rock, hard rock y rock sureño. El álbum comienza con «Revival», que había sido ideada como una pieza instrumental, mientras que su letra fue una ocurrencia tardía y adquiere un estilo góspel acentuado por aplausos. De acuerdo con el guitarrista Dickey Betts: «Una pista instrumental tiene que ser realmente pegadiza y cuando tiene éxito es muy satisfactorio, porque has trascendido las palabras y te has comunicado con la emoción». A esta le sigue «Don't Keep Me Wonderin'», compuesta por Gregg Allman, y que incluye a Duane haciendo slide con su guitarra y a un amigo de Oakley, Thom Doucette, en la armónica. Por otra parte, Gregg también escribió «Midnight Rider», a la que incorporó letras creadas por el pipa Robert Payne, y rápidamente grabaron una maqueta con el percusionista Jai Johanny Johanson en las congas y el mánager de giras Twiggs Lyndon. Tanto en «Revival» como en «Midnight Rider», Duane tocó la guitarra acústica debido a que era más fácil de grabar y tenía habilidad con este instrumento por su trabajo como músico de sesión.
Para «In Memory of Elizabeth Reed», Betts tomó como inspiración una mujer con la que mantuvo una relación y que era novia del músico Boz Scaggs; recordó que «era hispana y algo oscura y misteriosa, y realmente lo usaba a su favor y jugaba con ello». Para ocultar su identidad, la pieza lleva el nombre de una lápida que el guitarrista vio en el cementerio de Rose Hill, donde los miembros de la banda solían aventurarse en sus primeros días para relajarse y componer. «Hoochie Coochie Man» es un arreglo de un tema de Muddy Waters seleccionado porque Berry Oakley y Betts ya lo habían versionado en directo con su anterior banda, Second Coming. El sexteto la interpretó casi el doble de rápido que la original de Waters y, además, sería la única contribución de Oakley como cantante. «Please Call Home» fue la canción grabada con el productor Joel Dorn en dos tomas y en la que Johanson cambia el uso de baquetas por el de cepillos. El disco termina con «Leave My Blues at Home», que contiene toques de funk y un extenso fundido de las dos guitarras principales.

## Título
El título del álbum proviene del apodo de los cinco músicos para una cabaña alquilada por 165 USD al mes en un lago a las afueras de Macon y que nombraron así porque las frecuentes idas y venidas le recordaban al aeropuerto Idlewild de Nueva York. Scott Boyer, músico y amigo del sexteto, recordó lo siguiente sobre la cabaña:

Era como una cabaña para cazadores. La parte trasera tenía un porche construido sobre un lago artificial de unos cinco o seis acres. Era una cabaña hecha de madera de pino vieja y había estado allí durante mucho tiempo. The Allman Brothers Band la usaron como un local de ensayo —eso y un lugar al que ir tal vez para consumir algo que no era del todo legal—.

Idlewild South sirvió como lugar de ensayo y de fiestas y fue allí, según el pipa Kim Payne, «donde se produjo la hermandad. Hicieron un pacto alrededor de una fogata: todos para uno y uno para todos... Todos creían [en la banda] al cien por ciento». De acuerdo con Linda Oakley, el sexteto celebró una reunión en la Nochevieja de 1970 y a medianoche cantó a coro el himno «Will the Circle Be Unbroken?», algo que en su opinión «fue un momento crucial, un testimonio de amor».

## Lanzamiento y recepción
Idlewild South salió a la venta el 23 de septiembre de 1970 a través de Atco y Capricorn Records, menos de un año después del lanzamiento de su antecesor, y alcanzó el puesto 38 en el Billboard Top LPs. Sus ventas «fueron levemente mejores, a pesar de la creciente reputación nacional de la banda e incluyó canciones que se convertirían en elementos básicos de su repertorio y, finalmente, de las emisoras de rock». El ingeniero Jim Hawkins recordó que Phil Walden le informó que el álbum había vendido unas 50 000 copias en sus primeros siete días, antes de establecerse en unas 1000 por semana. Aunque el disco ayudó a impulsar la popularidad del grupo, la fama de The Allman Brothers Band realmente creció gracias a sus presentaciones en directo. En 1973, todas sus canciones —así como las de su álbum debut— fueron incluidas en el recopilatorio Beginnings, que lograría una certificación de oro de la RIAA. Por otra parte, con motivo de su 45.° aniversario, en diciembre de 2015 salió a la venta una reedición que incorporó rarezas, descartes y temas grabados durante un concierto en el Ludlow Garage en 1970.
Ed Leimbacher de Rolling Stone escribió que Idlewild South «es un buen augurio para el futuro de los Allman» y lo calificó como «un gran paso adelante desde [su] primer trabajo», pero consideró que la segunda cara del LP era una decepción. Robert Christgau de The Village Voice lo consideró una pieza complementaria al trabajo de Duane Allman en Layla and Other Assorted Love Songs y señaló que «mucha gente ya piensa que [Allman] es un titán de la guitarra eléctrica». En una reseña retrospectiva para AllMusic, Bruce Eder lo declaró «el mejor trabajo de estudio en la historia del grupo; blues eléctrico con una textura acústica, virtuosos solos, slide y órgano y una excelente selección de canciones». Un redactor de Rolling Stone relató en 2014 que el álbum «está repleto de la inteligencia de Duane. Nadie ha replicado nunca las inmensas armonías de guitarra de Allman y Dickey Betts, pero Idlewild South habilitó (en parte) a Lynyrd Skynyrd, The Black Crowes, casi todas las jam bands, Kid Rock y cualquiera que esté tocando por cerveza y gloria esta noche en el bar de moteros más cercano». Por su parte, uno de los autores del libro The Rolling Stone Album Guide estimó que «es demasiado escaso en cuanto a tiempo, pero el desarrollo musical es sorprendente. [...] Esto es a lo que los grupos de jazz rock de mediados de los 70 deberían haber aspirado».

## Lista de canciones
| Cara A |                                              |                             |          |  |
| N.º    | Título                                       | Escritor(es)                | Duración |  |
| 1.     | «Revival»                                    | Dickey Betts                | 4:04     |  |
| 2.     | «Don't Keep Me Wonderin'»                    | Gregg Allman                | 3:40     |  |
| 3.     | «Midnight Rider»                             | G. Allman, Robert Kim Payne | 3:00     |  |
| 4.     | «In Memory of Elizabeth Reed» (instrumental) | Betts                       | 6:54     |  |

| Cara B |                                                 |              |          |  |
| N.º    | Título                                          | Escritor(es) | Duración |  |
| 5.     | «Hoochie Coochie Man» (versión de Muddy Waters) | Willie Dixon | 4:54     |  |
| 6.     | «Please Call Home»                              | G. Allman    | 4:00     |  |
| 7.     | «Leave My Blues at Home»                        | G. Allman    | 4:15     |  |
| 30:47  |                                                 |              |          |  |

Fuente: AllMusic.

## Créditos
| The Allman Brothers Band - Duane Allman - guitarra eléctrica, guitarra slide, guitarra acústica. - Gregg Allman - órgano, voz, piano - Berry Oakley - bajo, voz en «Hoochie Coochie Man» y coros en «Midnight Rider» - Jai Johanny Johanson - batería, timbales, congas, percusión - Butch Trucks - batería, timbales - Dickey Betts: guitarra Músico adicional - Thom Doucette - armónica, percusión | Producción - Tom Dowd - producción, ingeniería - Joel Dorn - productor en «Please Call Home» - Bob Liftin, Chuck Kirkpatrick, Howie Albert, Jim Hawkins y Ron Albert - ingeniería - Jimm Roberts - portada, fotografía - Suha Gur - masterización |

Fuente: Libreto de la reedición de 2015.

## Posición en las listas
| País           | Lista             | Mejor posición | Ref.   |
| -------------- | ----------------- | -------------- | ------ |
| Estados Unidos | Billboard Top LPs | 38             | [ 28 ] |